# Frank Spotnitz
Frank Spotnitz (Zama, 17 novembre 1960) è uno sceneggiatore e produttore cinematografico statunitense.

## Biografia
Nato in Giappone, si è laureato in letteratura inglese alla UCLA e ha preso un dottorato in scrittura presso l'American Film Institute. Spotnitz inizia la sua carriera come giornalista presso l'Associated Press, United Press International e Entertainment Weekly, ed altri.
Unitosi agli sceneggiatori di X-Files nel 1994, Spotnitz non solo scrive episodi autoconclusivi, ma partecipa in modo attivo alla costruzione della "mitologia", scrivendo storie sulla cospirazione governativa e gli alieni. Ha diretto tre episodi e ne ha scritti o co-scritti quaranta, incluso “Il male oscuro” scritto insieme a Chris Carter, Vince Gilligan, e John Shiban nel 1997 e nominato agli Emmy. Altri premi riconosciuti per il suo lavoro sono un Golden Globe vinto come miglior serie drammatica, un Peabody Award, e tre candidature per l'Emmy.
Nel 2015 Spotnitz ha creato la serie televisiva L'uomo nell'alto castello (The Man in the High Castle), prodotta da Amazon Studios e basata sul romanzo La svastica sul sole di Philip K. Dick.

### Collaborazione con la Rai
Nel 2016, insieme a Nicholas Meyer, Spotnitz ha creato la serie televisiva I Medici, di cui è anche showrunner per la durata di tre stagioni.
Nel 2019, Spotnitz inizia a lavorare a Leonardo, altra produzione Rai volta a presentare la storia del Rinascimento italiano, trasmessa a partire dalla primavera 2021.